# ボラ (竜)
ボラ (英: Bolla, Bullar) とは、南アルバニアアルタナイン族の間で知られている竜または竜人で、古いアルバニアの民話に登場する。「Bullar」表記の場合は「ブラー」と呼ぶ。竜の場合は蛇の鱗、4本の脚、小さな翼をもつ。

## 解説
ボラは聖ゲオルギオスの日（4月23日）しか起きることができないが、この日に最初に見つけた人間を捕食するという。
12年たつとボラはさらに進化しクルシェドラ (kulshedra) という竜になる。ボラからクルシェドラとなるときはさらに9つの舌が生え、より大きな翼になり、炎を吐くことが出来るようになり、背中に突起が生えるという。
クルシェドラはギリシア神話のヒュドラに似たメスの多頭竜である。クルシェドラは、水不足や豪雨を引き起こすばかりか、人間を差し出すよう求めてくるという。クルシェドラは井戸や泉に棲むが、水車場に潜んでいることもある。クルシェドラの総称を「プシュドラ」という。
クルシェドラを倒せるのはドラゴニだけであると言われている。ドラゴニとは、牡牛や雄鶏であったり人間であったりする。人間として生まれてきたドラゴニは、脇の下に羽が生えているが、通常は他の人間と同様に暮らしている。彼らは悪天候になると、それを引き起こしたクルシェドラと戦うという。牡牛のドラゴニと共闘して戦う場合もある。